# Punta Sulfuro
La Punta Sulfuro es una punta y acantilado prominente en la costa oeste de la isla Visokoi en el archipiélago Marqués de Traverse en las islas Sandwich del Sur. Se localiza a unos 3 kilómetros al norte de la punta Wordie. La Dirección de Sistemas de Información Geográfica de la provincia de Tierra del Fuego cita la punta en las coordenadas 56°41′06″S 27°19′09″O / -56.68500, -27.31917.
Originalmente, el personal del buque británico RRS Discovery II de Investigaciones Discovery la nombró «acantilado Oeste» (West Bluff) en 1930 por su ubicación en el oeste de la isla. Pero para evitar confusiones con el acantilado Oeste de la isla Zavodovski, en 1953 el Comité de Topónimos Antárticos del Reino Unido le dio su nombre actual (Sulphur Point en idioma inglés), debido a que las rocas del acantilado son de color rojizo con manchas y rayas de azufre y además de que se han reportado fuertes emanaciones sulfurosas por parte de los visitantes.
La isla nunca fue habitada ni ocupada, y es reclamada por el Reino Unido como parte del territorio británico de ultramar de las Islas Georgias del Sur y Sandwich del Sur y por la República Argentina, que la hace parte del departamento Islas del Atlántico Sur dentro de la provincia de Tierra del Fuego, Antártida e Islas del Atlántico Sur.